# Медали Бухарского эмирата
Медали Бухарского эмирата — награды Бухарского эмирата, предназначенные для награждения разных персон — офицеров, чиновников, купцов и др.

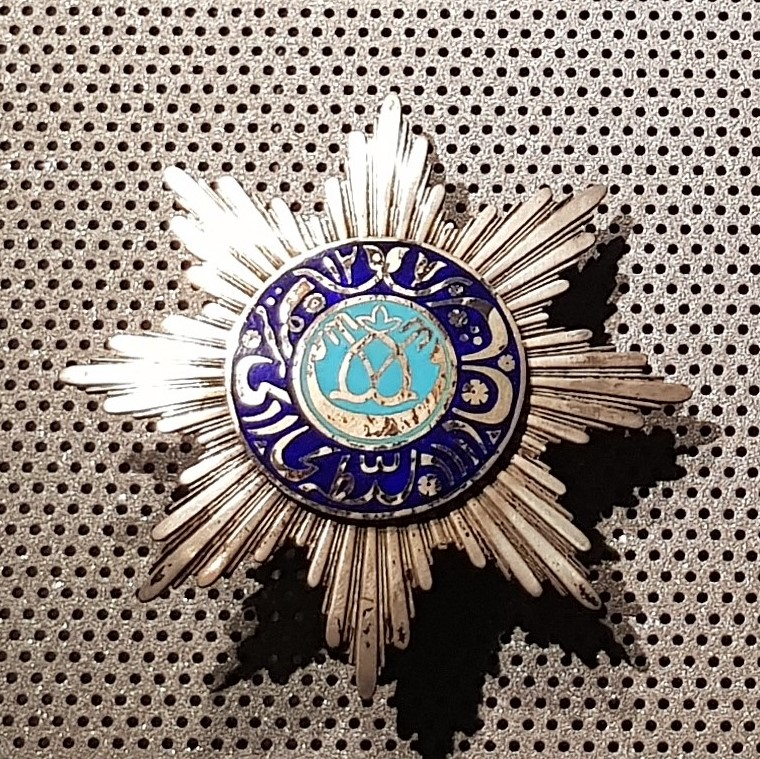
Медаль за службу Бухаре

В конце XIX века в Бухаре, при правлении эмира Абдулахада наряду с орденами, были в ходу и награды низшего достоинства — медали, которые изготавливались из золота, серебра, бронзы и меди. Они представляли собой кружки, покрытые разноцветной эмалью, с различными надписями. Надпись могла содержать имя награждённого и причину вручения награды («За усердие и заслуги»). Они характерны тем, что их покрывали разноцветной эмалью.
В 1908—1915 гг. чиновники разных уровней награждались медалью «За усердие и заслуги» I степени, сделанной из золота и эмали.
Медали были трех степеней. Высшая степень, восьмигранная, золотая, носилась на шее на красной ленте. Вторая степень, золотая, круглая, носилась на груди на красной ленте. Позднее их стали делать бронзовыми и позолоченными. Третья степень была серебряной.
В 1915 году эмир учредил ещё одну, каплевидную медаль с надписью: «В память о войне преданным рабам. Благородная Бухара. 1915—1916 гг.». Она выдавалась бухарцам, мобилизованным на военную службу. Учреждением этой медали закончилось формирование наградной системы Бухарского эмирата.

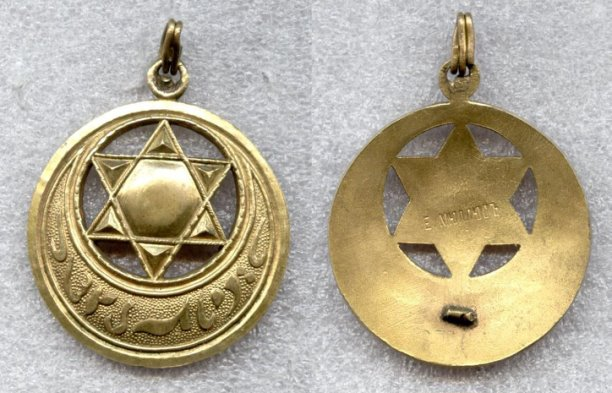
Медаль "Золотая звезда Бухары"

Медаль Бухарского эмирата "Золотая звезда Бухары".